# Оксфорд (Северна Каролина)
Оксфорд (енгл. Oxford) град је у америчкој савезној држави Северна Каролина.

## Демографија
По попису из 2010. године број становника је 8.461, што је 123 (1,5%) становника више него 2000. године.
| Група             | 2000.         | 2010.         |
| Белци             | 3.579 (42,9%) | 3.137 (37,1%) |
| Афроамериканци    | 4.288 (51,4%) | 4.704 (55,6%) |
| Азијати           | 34 (0,4%)     | 92 (1,1%)     |
| Хиспаноамериканци | 380 (4,6%)    | 405 (4,8%)    |
| Укупно            | 8.338         | 8.461         |